# Dicranomyia (Dicranomyia) davaoensis
Dicranomyia (Dicranomyia) davaoensis is een tweevleugelige uit de familie steltmuggen (Limoniidae). De soort komt voor in het Oriëntaals gebied.